# Loup dans la culture

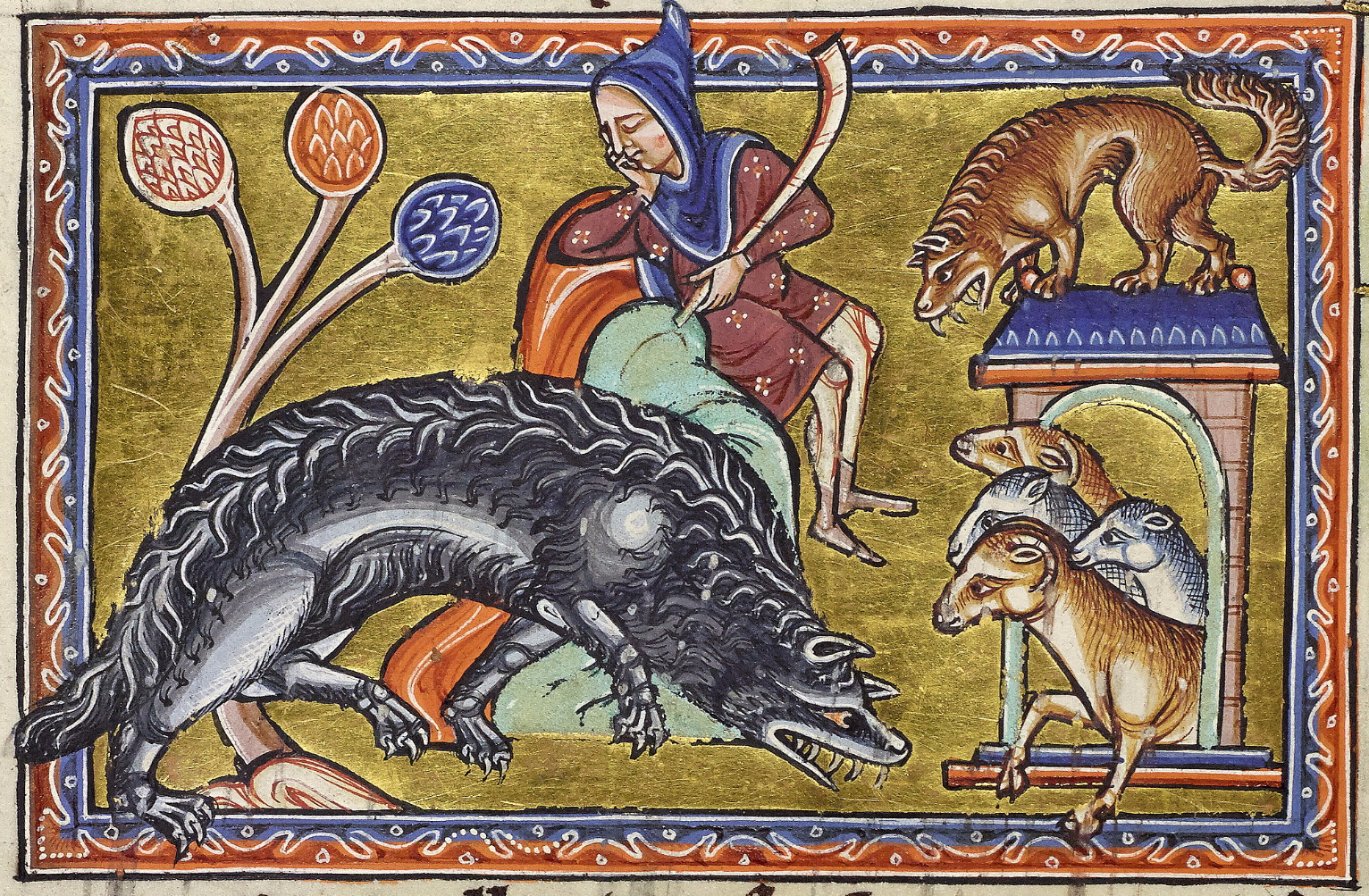
Loups sur une enluminure du Bestiaire d'Aberdeen.

Le loup joue un grand rôle dans la mythologie, le folklore, les traditions et les arts de nombreux peuples. Les rapports anthropozoologiques avec les loups se caractérisent par une ambivalence originelle (valences symboliques multiples : fascination/crainte, vie/mort, emblématique/problématique) qui traduit un balancement incessant entre angélisme et diabolisation, expliquant que les hommes les ont jadis honorés, déifiés, chassés ou persécutés. Animal fétiche ou diable, il assume un rôle symbolique important dans la plupart des sociétés humaines et prend une grande place dans leur culture.

## Le loup dans la mythologie

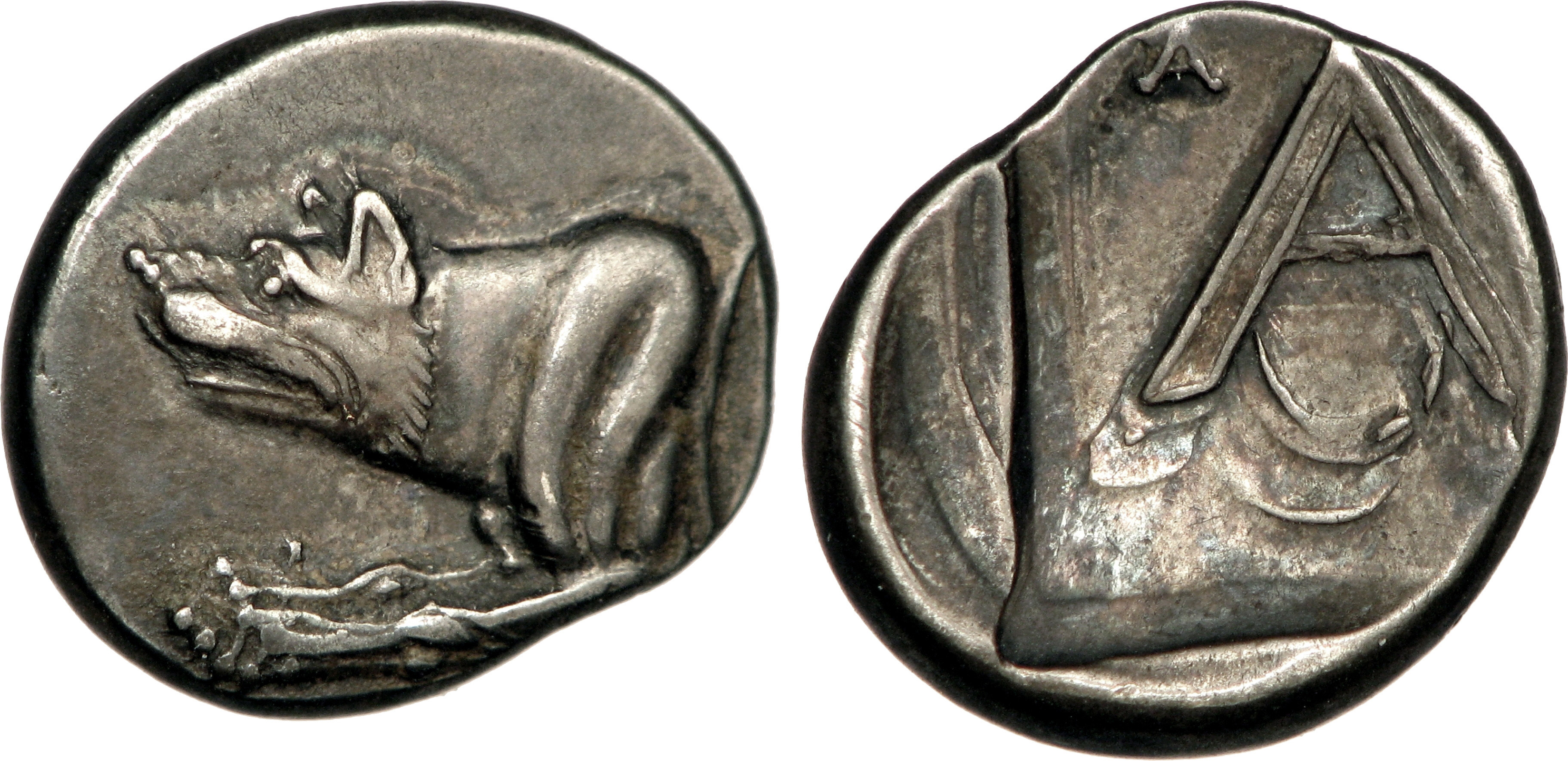
Hemidrachme provenant d'Argos avec un protomé de loup

Les mythologies européennes, depuis les côtes de la Méditerranée jusqu'au nord de la Scandinavie, n'ont eu de cesse de relier le loup à la fécondité, à la protection, à la destruction, à la punition, au soleil et aux divinités héroïques qui incarnaient ces valeurs comme Apollon ou Belén.
L'aspect particulier de l'approche des peuples indo-Européens par rapport aux Amérindiens du Nord est que le loup symbolise à la fois la protection et la destruction. Il existe donc à l'origine une dualité dans le culte ou la vision de cet animal.
Le loup occupe une place dans toutes les religions d'Europe même monothéistes, il est respecté, vénéré ou craint.
Avant le développement de l'agriculture et de l'élevage, de nombreux peuples d'Europe se disaient descendants des loups et vouaient ainsi un culte au dieu-loup ancêtre. D'autres peuples pratiquent la chasse au loup dès le Néolithique.
Dans l'Antiquité, voir un loup avant le début d'une bataille était aussi présage de victoire, le loup étant l'animal symbolique du chasseur et du guerrier. Il était totémisé chez les Germains.
Dans la Rome antique, on retrouve cette ambivalence : Louve de Romulus et Rémus protectrice, louve attaquant l'élevage ou occasionnellement l'homme (ces attaques sont mentionnées sur des inscriptions de stèles, dans des traités d'agronomes ou des chroniques). Ainsi, des patriciens engagent des luparii (chasseurs de loups) pour tuer ceux qui s'approchent des grands domaines impériaux. En Grèce antique, les lois de Solon instituent des primes pour tous ceux qui abattent des loups dangereux, contribuant au folklore de la bête féroce ; cependant selon l'historien Michel Pastoureau, jusqu'au Moyen Âge le loup n'a pas encore en Europe de réputation d'animal cruel et sanguinaire, et ni les Grecs ni les Romains ne le craignent. 
L'image du loup change vraisemblablement à l'occasion des grandes crises de la fin du Moyen Âge, où les famines dépeuplent les forêts de leur gibier, obligeant les loups à se rapprocher des villages pour chercher de la nourriture, et attaquent ponctuellement des enfants ou des adultes affaiblis. Alors que dans le Roman de Renart le loup est encore un animal relativement sympathique, il est diabolisé à partir de la Renaissance, qui y voit l'incarnation du mal, du vice et de la cruauté. 
Durant l'Ancien Régime, des histoires de loup-cervier ou de loup anthropophage (comme la Bête du Gévaudan) font naître des peurs collectives. Le loup devient alors le « méchant » archétypal des contes pour enfant, du Petit chaperon rouge aux fables de La Fontaine.

## Les loups dans le folklore

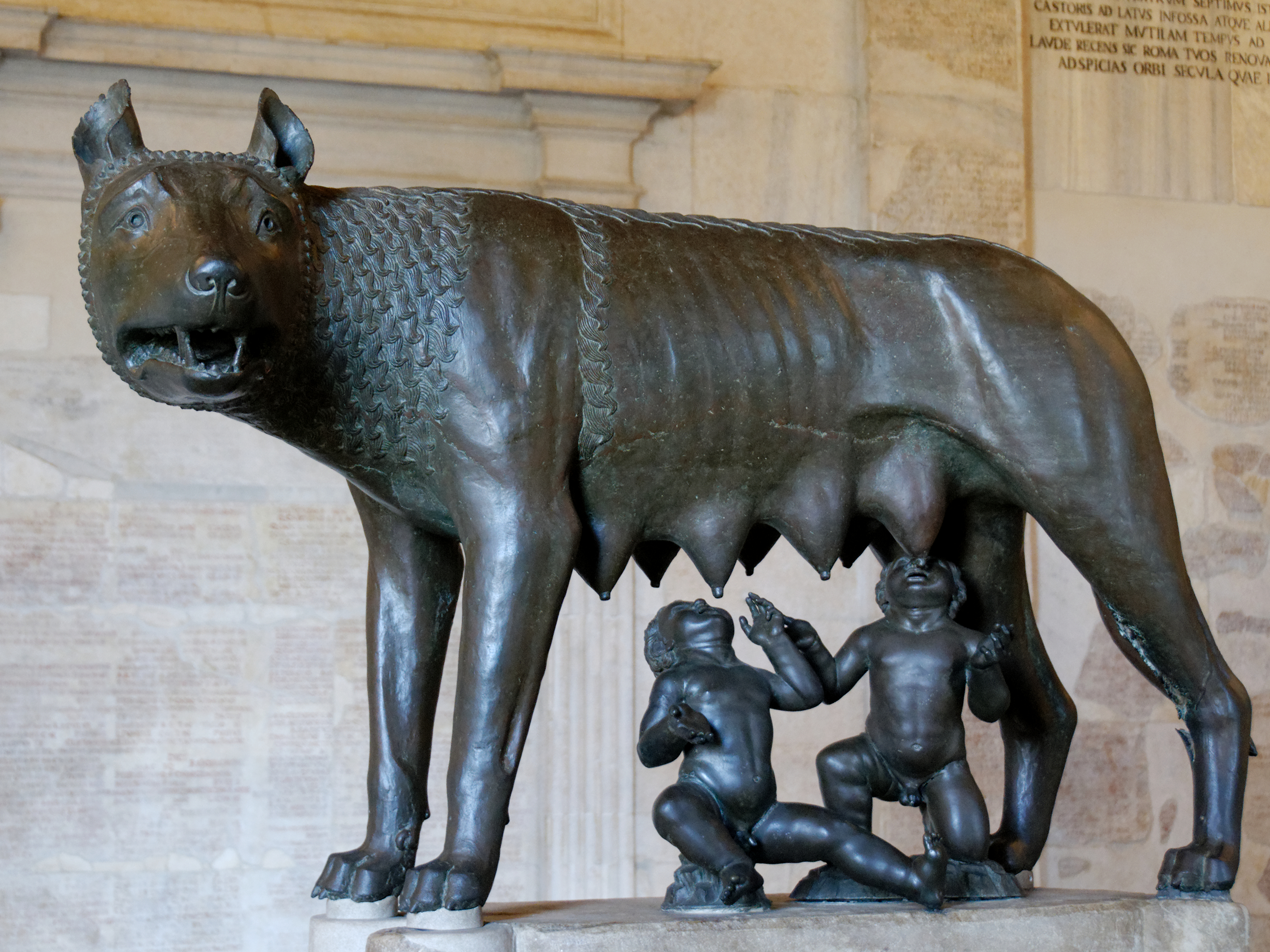
Rémus et Romulus élevés par la louve du Capitole. Les jumeaux furent rajoutés bien après la louve.

Les relations entre les loups et les hommes sont toujours houleuses. Le folklore montre le loup comme un prédateur sanguinaire, sauf dans quelques exceptions comme en Italie (où la louve est associée au mythe de Romulus et Rémus, où elle joue un rôle protecteur nourricier), chez les Inuits et chez les Amérindiens. 
Le folkloriste Roger Maudhuy a consacré une étude sur les mythes, légendes et croyances du loup en France principalement, mais aussi en Belgique, en Suisse et en Amérique du Nord : Mythes et légendes du loup, aux éditions Pimientos. Ce livre contient de nombreux témoignages inédits. 
Voici quelques thèmes folkloriques au sujet du loup :
- Le Petit Chaperon rouge, tiré des Contes de ma mère l'Oye (1697) de Charles Perrault
- Les récits mettant en scène Ysengrin, personnage du Roman de Renart
- La légende de Romulus et Remus (fondation de Rome)
- Le Loup bleu et la Biche fauve (Börte Cino et Qo'ai Maral), ancêtres mythiques des Mongols
- Les histoires d'enfant sauvage élevé par des loups
- Les lycanthropes
- Légende Inuit
- La menace faite aux enfants : « si tu n'es pas sage, j'appelle le loup » ou « le loup viendra te manger cette nuit. »

À la limite de l'histoire et du folklore :
- La Bête du Gévaudan

Dans la « légende dorée »
- Le loup de Gubbio amadoué par saint François

Dans la Bible, le loup est associé à la tribu de Benjamin.
L'expression « attraper/choper le loup » signifie familièrement avoir une irritation au niveau de différentes zones sensibles du corps (aisselles, pli de l'aine, intérieur des cuisses, anus, etc.), due à des frottements répétés ou à une mauvaise hygiène. Cette expression provient probablement des hurlements (comparables à ceux d'un loup) que la douleur peut provoquer...

### L'évolution des mentalités
Dans l’imagination occidentale, le loup incarne l’animal féroce par excellence. « Craint dans toute l’Antiquité et du Moyen Âge, il revient aux temps modernes périodiquement se réincarner dans une quelconque bête du Gévaudan »[réf. souhaitée].

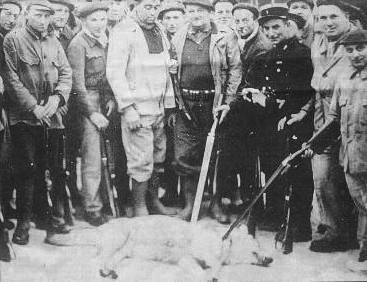
Un des derniers loup abattus à Vasselin, en Isère, au début du XXe siècle.

Chez les anciens Égyptiens, Anubis a une tête de canidé. De même Kronos, qui a le visage d'Anubis, se montre comme un monstre dévorant le temps humain. Chez les Étrusques, « le dieu de la Mort a des oreilles de loup».
Ce n'est qu'à partir du moment où l'on a commencé à se rendre compte de sa forte décimation (à partir du XIXe siècle) que l'image du loup s'est soudainement améliorée[réf. souhaitée]. Il reste cependant un méchant privilégié dans la plupart des fictions contemporaines où il apparaît.
En contrepartie, chez les Amérindiens, le loup est beaucoup mieux vu, comme « incarnation de l'esprit » ou « réincarnation »[réf. souhaitée].

### Le loup dans la psychanalyse
Sigmund Freud associait, dans l'inconscient, le loup au désir, aux pulsions primales, particulièrement sexuelles.

## Le loup dans les œuvres culturelles
Ci-dessous des œuvres culturelles dont le loup est un élément principal ou secondaire important.

### Le loup dans la littérature
« L'homme est un loup pour l'homme »

— Plaute, La Comédie des Ânes, vers 212 av. J.-C

#### Fables
- Fables de Jean de La Fontaine :
  - Le Loup et l'agneau
  - Le Loup et le chien

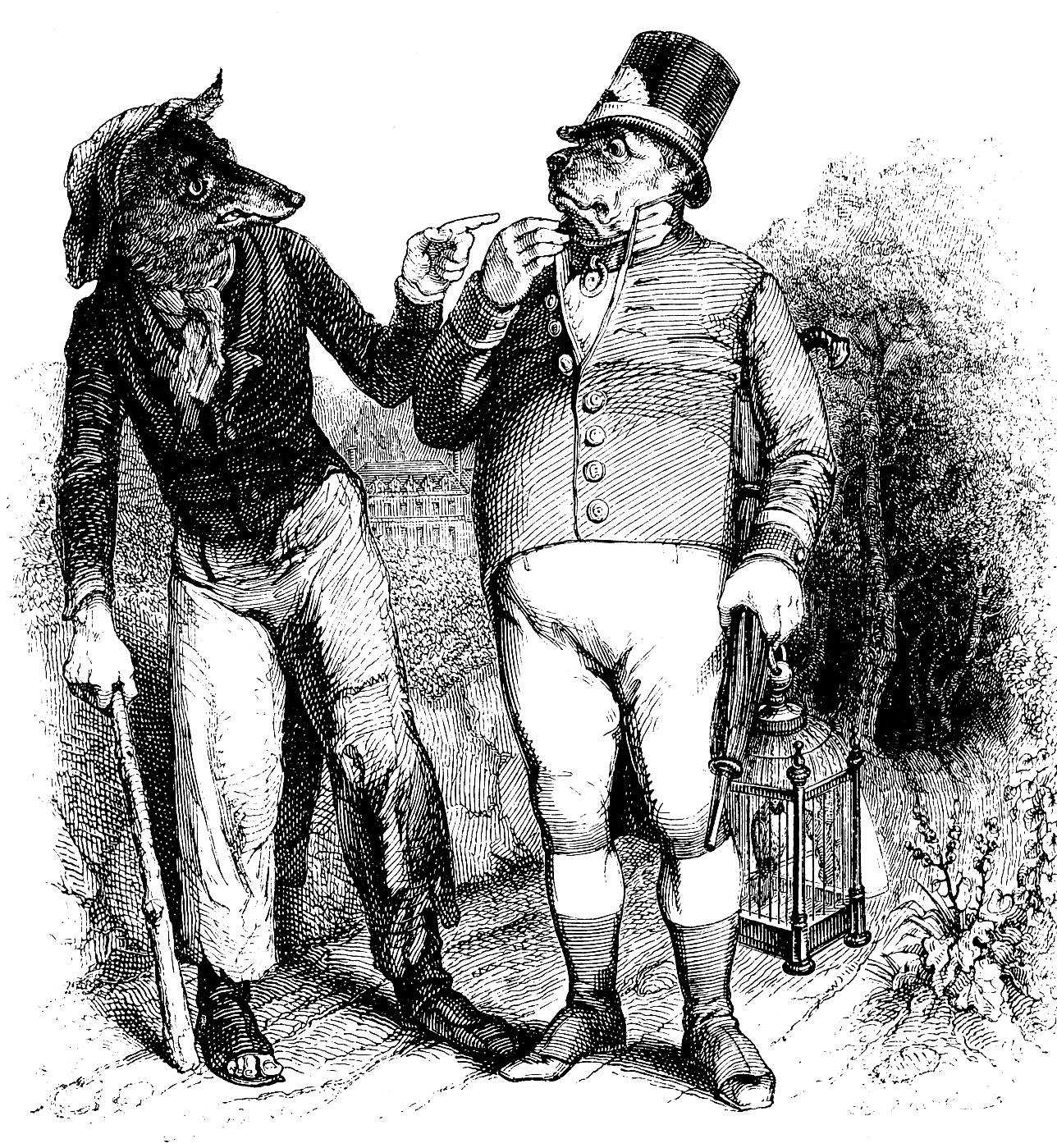
Gravure de Grandville illustrant la fable du Loup et du Chien

  - Le Loup plaidant contre le renard par-devant le singe
  - Le Loup devenu berger
  - Le Loup et la cigogne
  - Le Loup et les brebis
  - Le Loup et le chien maigre

#### Poésie
- La Mort du loup d'Alfred de Vigny.

#### Romans
- Alexandre Dumas, Le Meneur de loups, 1857
  - Les Blancs et les Bleus, 1867.
  - Les Quarante-cinq, 1848
- George Sand, Légendes rustiques, 1858
- Erckmann-Chatrian, Hugues-le-Loup, 1859
- Le Livre de la jungle, Rudyard Kipling, 1894. Histoire d'un enfant, Mowgli, recueilli et élevé par des loups.
- Le Second Livre de la jungle, Rudyard Kipling, 1895. Mowgli mène un combat contre « le chien rouge » apparenté au loup, le dhole
- Croc Blanc, Jack London, 1906
- Loup Brun, Jack London, 1905 (nouvelle insérée dans le recueil L'Amour de la vie)
- L'Appel de la forêt (ou L'Appel sauvage), Jack London, 1903.
- Henri Dupuy-Mazuel, Le Miracle des loup, Paris, 1924.
- Boris Vian, Le Loup-garou, 1970
- Marie la louve, Claude Seignolle, 1947 - Le Gâlou, 1960
- Jean-Marc Soyez,  La tuile à loups, Plon, 1968
- Michel Bataille, L'Arbre de Noël, Pocket 1986
- Fred Vargas, L'Homme à l'envers, Magnard, 2003. Thriller dont l'action se situe dans le Mercantour (Alpes du Sud)
- Henri Lœvenbruck, La Moïra, J'ai lu (collection fantasy), 2003
- Robin Hobb, L'Assassin royal, J'ai lu (collection fantasy), 2005
- David Eddings, La Grande Guerre de dieux, 1982. Le personnage principal se transforme en loup assez souvent.
- Hélène Grimaud, Variations sauvages, Pocket, 2004. Pianiste classique de renommée internationale, personnalité d'exception, d'origine française qui a créé près de New York un Centre de Conservation des Loups, le "Wolf Conservation Center (WCC)". Le livre est riche en documentation et histoires sur le loup, afin de défendre l'espèce.
- Michel Folco, Un loup est un loup, 1995
- Béatrice Bottet, Le Chant des loups, 2006
- Daniel Pennac, L'Œil du loup, éd. Nathan, Paris 1992, col. Arc en Poche
- Anonyme, Le Roman de Renart, le loup Ysengrin est le compère souvent malheureux du Renart (ou goupil). On retrouve ici le loup un peu pataud et moqué au Moyen Âge (tout autant moqué que craint).
- Nicholas Evans, Le Cercle des loups, Pocket, 1998
- Jules Verne :
  - Les Enfants du capitaine Grant, 1867 (combat contre les loups rouges d'Amérique du Sud)
  - Michel Strogoff, 1876.
  - Un drame en Livonie, 1904.
- Michelle Paver, "Chroniques des temps Obscurs, Frère de loup 2004
- Edmond Rossi, Histoires de loups en Pays d'Azur, Alandis éditions, 2006.
- Georges Bordonove, Le Vieil Homme et le loup ; Chien De Feu1985
- Julien Bost-Lamondie, Écoute en tête ! Les derniers loups, Le Pigache, 1990
- R. D. Lawrence, L'Appel du Loup
- R. D. Lawrence, Cœur de Loup, sélection du livre 1981
- Nicolas Vanier, Loup, 2009
- Claude-Marie Vadrot, Le Roman du loup, éd. du ROCHER, 2009
- Victor Hugo, L'Homme qui rit, 1869.
- Robert Leslie, L'Indien et la louve, Paris, Stock/ nature, 1985
- James-Oliver Curwood, Bêtes et gens du grand Nord, Paris, Robert Laffont, collection Bouquins, 1992.
- Ponson du Terrail, La Résurrection de Rocambole, tome 2, La Vengeance de Wasilika.
- Henri Troyat, La Lumière des Justes, Paris 1959-1963.
- Paul Féval, Le Loup blanc, 1843 (Paris Albin Michel, 1977).
- Alphonse Daudet, La Chèvre de Monsieur Seguin, dans Les Lettres de mon moulin, Charpentier (et Fasquelle), 1887 (réimp.1895).

#### Littérature jeunesse
Dans le conte traditionnel, le loup est vu comme un personnage cruel. Il est là pour faire peur et terroriser ses futures proies. Il se régale ainsi des enfants égarés, des grands-mères, mais aussi des animaux plus faibles que lui. La plupart du temps, ce loup qui fait peur se trouve dans les bois. Donc ces contes renforcent la mauvaise image que le loup colportait à cette époque.
En effet, à l’époque où ces contes traditionnels furent écrits, c’est-à-dire entre le XVIIe siècle et le XIXe siècle, le loup était vu par l’homme comme un prédateur, qui pouvait s’attaquer à l’homme à n’importe quel moment. Or ceci n’est qu’un mythe, installant dans la littérature jeunesse le stéréotype d’un prédateur cruel, prêt à tout pour manger.
Cependant, cette figure mythique que nous donne les contes traditionnels a évolué de nos jours dans la littérature jeunesse. On trouve ce personnage dans différents types d’ouvrages. Il est dans les documentaires, les romans et les fictions. Cette catégorie se divise en contes merveilleux et en contes animaliers.
Mais tout d’abord, c’est Jack London qui introduit au cours du XIXe siècle une autre image du loup. En effet, à travers son roman Croc blanc, écrit en 1906, il montre que les loups obéissent à la loi de la nature et Croc blanc incarne l’amour de la liberté, la haine de la servitude et de l’esclavage.
Ce n’est qu’en 1921 que le loup aura une autre image que celle d’un être qui terrorise, dans le conte merveilleux. C'est au cours de cette année qu'a été écrit la Fille au loup qui ressemble aux contes de Grimm et Perrault. Dans ce conte, la jeune fille est accompagnée de deux jeunes loups qui sont à son service et qui ont des pouvoirs extraordinaires. Bien que ce récit merveilleux contredise la présence du loup comme animal cruel, ceci n’est pas vrai pour tous les récits. À cette époque, il y a aussi des écrits où le loup est toujours une bête redoutée.
De nos jours, ces deux figures sont présentes dans la littérature jeunesse. Dans certains albums, le loup est méchant et fait peur. Les auteurs de ces récits suivent les paroles des psychologues qui disent que les enfants doivent avoir peur pour leur bon développement, le loup en fait donc partie.
Mais on retrouve aussi de nombreux auteurs qui donnent d’autres sentiments, d’autres buts au loup.
La première idée qui vient généralement à l’esprit sur le loup est qu’il est méchant et qu’il fait peur. Depuis des siècles, ce mythe voyage à travers les écrits, mais certains auteurs contemporains détournent ce stéréotype dans les albums.

##### Quelques titres d'albums contemporains
- Mademoiselle sauve qui peut de Philippe Corentin
- Les trois petits loups et le grand méchant cochon d'Eugène Trivizas
- Je suis revenu de Geoffroy de Pennart
- Le loup est revenu de Geoffroy de Pennart
- Ami-Ami de Rascal
- La Soupe au caillou d’Anaïs Vaugelade
- Timide le loup de Geneviève Noël
- Plouf de Philippe Corentin
- Docteur loup d’Olga Lecaye.
- Monsieur Leloup est amoureux de Frederic Stelu
- Le Loup et la mésange conte de Muriel Bloch (texte) et Martine Mourre (dessins).
- Le loup de Guy Dupuigrenet Desroussilles (texte) et Marie de Lestapis (dessins).

#### Bande dessinée
- Au loup ! de F'murr, Dargaud
- Monsieur Lune d'Aurélien Morinière et Tarek, EP Jeunesse[6]
- Rufus le loup et le chaperon rouge d'Aurélien Morinière et Tarek, EP Jeunesse
- Les 3 Petits Cochons d'Aurélien Morinière et Tarek, EP Jeunesse[7]
- lova de Jean-Claude Servais, Dupuis
- Légende de Yves Swolfs, Soleil
- Rogon le leu d'Alexis Chabert et Didier Convard, Delcourt
- le Réveil du dieu chien de Masaya Hokazono
- Lobo, le roi des loups de Yoshiharu Imaizumi et Jirô Taniguchi
- Garous de Jean-Charles Gaudin, D'fali et Pascal Nino, Soleil
- Mini-Loup de Philippe Matter, Hachette jeunesse
- Le grand gentil loup de Ben Lebegue, L'atelier du poisson soluble

### Le loup à l'écran

#### Le cinéma et la télévision
- Final Fantasy VII Advent Children est un film de fantaisie où le héros principal, Cloud Strife, porte sur son épaule et ses boucles d'oreilles une image de loup qui représente la solitude dont il fait preuve tout au long du film.
- Capucine et le loup film produit et réalisé par Planètemômes.
- Le Miracle des loups, de Raymond Bernard, 1924.
- Le Loup des Malveneur, film de Guillaume Radot, 1942.
- Le Livre de la Jungle de Zoltan Korda, 1942
- L'appel de la forêt, de William Wellman, (d'après le roman de Jack London), 1935.
- Le Miracle des loups, film d'André Hunebelle, 1961.
- Le Docteur Jivago de David Lean (d'après Boris Pasternack) 1965.
- Jacquou le Croquant, feuilleton TV de Stellio Lorenzi, 1967.
- Jeremiah Johnson de Sydney Pollack, 1972.
- L'appel de la forêt, de Ken Anakin (d'après le roman de Jack London), 1972
- La Tuile à loups, téléfilm de Jacques Ertaud (adapté d'un roman publié en 1968, et qui se déroule entre l'été 1908 et l'hiver 1910) , 1972.
- Croc-Blanc (d'après Jack London), film de Lucio Fulci, 1974.
- Michel Strogoff, de Jean-Pierre Decourt (d'après Jules Verne), feuilleton TV, 1975.
- Le Loup blanc de Jean-Pierre Decourt (d'après Paul Féval), feuilleton TV, 1977.
- La Lumière des Justes de Yannick Andréï (d'après Henri Troyat), feuilleton TV, 1978.
- Wolfen, de Michael Wadleigh, 1981.
- Un homme parmi les loups, film de Carroll Ballard, 1983.
- Ladyhawke, la femme de la nuit, de Richard Donner, 1985 ; au Moyen Âge en Italie, à la suite d'un sort, une femme condamnée à se transformer en faucon le jour et son amant en loup la nuit, deux animaux monogames. Avec Michelle Pfeiffer, Rutger Hauer, Matthew Brodderick, Léo Mackern, John Wood.
- Danse avec les loups, de Kevin Costner, 1990.
- Croc-Blanc, de Randal Kleiser, d'après le roman de Jack London, 1991.
- Le Livre de la Jungle, de Stephen Sommers, 1994
- Wolf, de Mike Nichols,1994.
- Stalingrad de Jean-Jacques Annaud, 2001.
- Le Petit Poucet d'Olivier Dahan, 2001.
- Le Pacte des loups est un film d'action français réalisé en 2001 par Christophe Gans, une revisite du thème de la Bête du Gévaudan — qui n'était pas un loup géant
- La Bête du Gévaudan, téléfilm de Patrick Volson, 2003.
- Le Mystère du loup, de Raimo O. Niemi, 2006.
- Le 10e Royaume : "M. Wolf", amoureux de la belle Virginia, est un humain au comportement et à l'origine de loup ; 2006.
- Survivre avec les loups de Vera Belmont, 2007.
- La Jeune Fille et les Loups, de Gilles Legrand, avec Laetitia Casta, Stefano Accorsi et Jean-Paul Rouve, 2008.
- Loup, de Nicolas Vanier, (décembre 2009).
- Le Territoire des loups, de Joe Carnahan, 2011.
- Le Dernier Loup, de Jean-Jacques Annaud, 2015
- Le Livre de la Jungle, de Jon Favreau, 2016
- Le Loup et le Lion, de Gilles de Maistre, 2021
- Mystère, de Denis Imbert, 2021

#### Documentaires
- La Légende de Lobo. Docufiction produit par Walt Disney Pictures, et réalisé par James Algar en 1962.
- La Revanche des loups, réalisé pour National Geographic.
- L'Épopée des loups du Yellowstone, réalisé pour National Geographic.
- Imax: Loups (1999), documentaire canadien réalisé par David Douglas (durée : 40 min).
- Il parle avec les loups (2001), documentaire canadien réalisé par Carlos Ferrand (durée : 52 min).
- L'Odyssée du loup, (2019) documentaire de Vincent Steiger.

#### Dessins animés
- Les Trois petits cochons, adaptation du conte folklorique en dessin animé de Walt Disney, 1933
- Le Livre de la jungle, dessin animé de Walt Disney et Wolfgang Reitherman, 1967
- Le Petit Chaperon rouge, dessin animé de Walt Disney
- Pierre et le Loup, dessin animé français réalisé en 1995 par Michel Jaffrennou (durée 26 min).
- L'Œil du loup, dessin animé français réalisé en 1998 par Hoël Caouissin (durée 26 min).
- Loulou et autres loups, cinq films d'animation écrits par Grégoire Solotareff et Jean-Luc Fromental, réalisés par Serge Elissalde en 2003 sur ce même thème (Loulou, Marie K et le loup, Micro loup, T'es où mère-grand ? et Pour faire le portrait d'un loup).
- Wolf's Rain (ウルフズ・レイン), est un anime japonais en 26 épisodes et 4 OAV, diffusé pour la première fois au Japon le 26 janvier 2003.
- Princesse Mononoké dessin animé d'Hayao Miyazaki.
- Dans l'œuvre de Tex Avery, le loup mondain est omniprésent.
- Les enfants loups Ame et Youki
- Alpha & Oméga d'Anthony Bell et Ben Gluck, 2010
- Le Peuple Loup, 2021

#### Jeux vidéo
- Ōkami, le joueur incarne la déesse Amaterasu matérialisée sur terre sous la forme d'un loup blanc.
- The Legend of Zelda: Twilight Princess, Link (le héros de la série) se transforme en loup lorsqu'il rentre dans le monde du crépuscule, cette transformation lui permet d'acquérir de nouveau pouvoirs : son odorat et sa vue sont grandement améliorées.
- Stronghold, comme dans le réel au Moyen Âge, le loup est un fléau qui chasse en meute et se rue dans les villages pour y attaquer les habitants.
- Gabriel Knight: The Beast Within, le héros enquête sur la présence d'un loup-garou dans les environs de Munich. Cette histoire mêle de véritables loups, des loups-garous et les histoires croisées de Louis II de Bavière et Richard Wagner.
- Star Fox, le rival de la Starfox, la Starwolf a à sa tête un mercenaire du nom de Wolf O'Donnell. Il a l'effigie d'un loup, prend Fox comme rival et jure de le tuer par lui-même...mais cela ne l'empêche pas de le sauver à la fin de Starfox Armada sur Game Cube. Sa dernière apparition a été dans Super Smash Bros Brawl sorti en 2008.
- Neverwinter Nights, lorsque l'on crée un personnage de classe Druide, il est possible d'invoquer un animal pour combattre avec soi. Parmi ceux-ci, se trouvent des loups.
- Warcraft, Le peuple des orcs utilisent des loups géants comme montures.
- Wolf Quest, Le joueur apprend à vivre dans la peau d'un loup, à chasser, à créer une meute et surtout à survivre. Même si le jeu est malheureusement en anglais, on apprend beaucoup sur la vie des loups et il peut même tourner à l'éducatif.
- World of Warcraft, Les chamans peuvent se transformer en loup pour augmenter leur vitesse et les orcs chevauchent des loups.
- Neverwinter Nights 2, Selon le choix de la classe ou de la race, le personnage peut invoquer un familier (ours, belette, ou loup) pour l'aider durant le combat.
- Pokémon 4e génération, Lucario et Riolu, 2 loups qui sentent tout par l'aura.
- Pokémon 7e génération, Rocabot et Lougaroc, 2 créatures dont les noms évoquent l'animal ayant inspirés ceux-ci.
- Metal Gear Solid, le personnage de Sniper Wolf est fasciné par les loups qu'elle considère comme sa propre famille, le loup est présenté comme un animal noble. Dans le même jeu, le protagoniste principal, Solid Snake est présenté comme vivant isolé en Alaska, avec une meute de chiens-loups.
- Boris le loup dans Bendy and the ink machine.
- Touhou Kikeijuu, Wily Beast and Weakest Creature (東方鬼形獣　～ Wily Beast and Weakest Creature). Dans ce jeu, l'héroïne peut être possédée par, au choix, l'esprit d'un loup, celui d'une loutre ou d'un aigle. En concordance avec les symboles qu'ils évoquent, l'esprit du loup rend l'héroïne un peu trop franche, barbare et sauvage. L'esprit de la loutre donne à celle-ci une gentillesse de façade et une politesse excessive. Enfin, l'aigle la rend arrogante et hautaine.

### Le loup en peinture et en sculpture

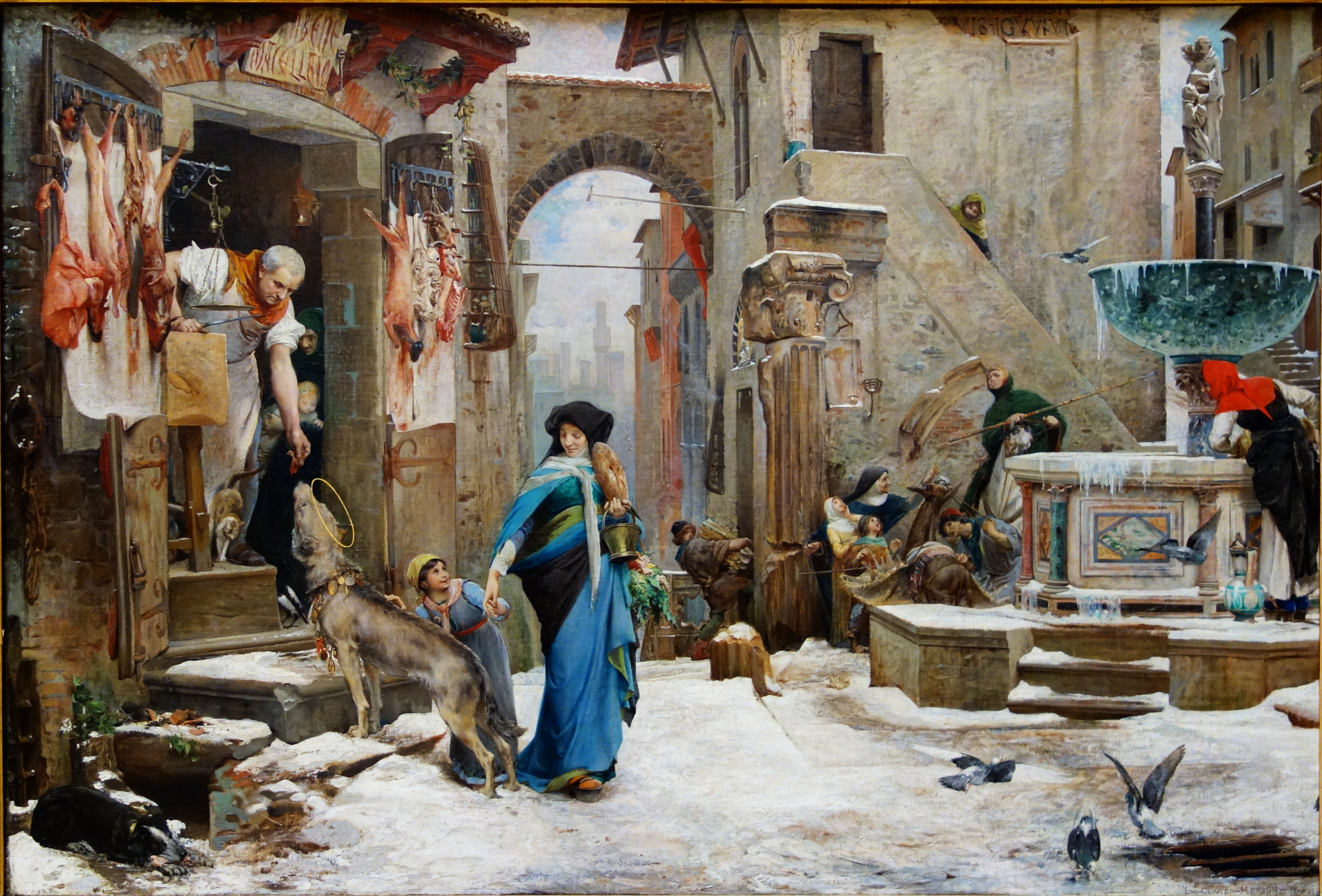
Le Loup d'Agubbio.

- Le Loup d'Agubbio peint en 1877 par Luc-Olivier Merson, exposé au palais des beaux-arts de Lille
- Le Loup dans l'art animalier, art dans lequel la peintre Véronique Renaud s'est spécialisée.
- La Louve romaine allaitant Rémus et Romulus, sculpture antique

### Le loup dans les œuvres musicales
- Promenons-nous dans les bois pendant que le loup n'y est pas. Si le loup y était il nous mangerait..., chanson folklorique enfantine.
- Pierre et le Loup, conte musical de Serge Prokofiev.
- Les loups sont entrés dans Paris, chanson française interprétée par Serge Reggiani, paroles d'Albert Vidalie et musique de Louis Bessières. Allégorie sur l'occupation de la France par les Allemands en 1940.
- Le Loup, la Biche et le Chevalier, chanson interprétée par Henri Salvador, paroles de Maurice Pon et musique de Henri Salvador.
- La Louve, chanson interprétée par Michèle Torr, paroles et musique de J. Albertini, S. Garcia, O. Toussaint (1974).
- Cœur de loup, chanson de Philippe Lafontaine, paroles de Philippe Lafontaine et D'Oultremont, musique de Philippe Lafontaine (1989).
- Loup de terre, chanson de Jacques Yvart, paroles de Boris Bergman.
- Le vieux loup est mort, paroles et musique de Gérard Jaffrès
- Howlin' Wolf, bluesman américain.
- Ulver groupe norvégien.
- Unchain the Wolves, Lone Wolf Winter de Deströyer 666, groupe de black/thrash metal d'Australie.
- Wolves et Untrodden Path (Wolves Part II) de Marduk, black metal suédois.
- Wolfchant groupe allemand.
- Lock Up The Wolves de DIO (le groupe de Ronnie James Dio)
- Seven Days To The Wolves du groupe de métal finlandais Nightwish
- Le Cerf, le druide et le loup (2003) chanson de Bérurier noir.
- Of wolf and men chanson de Metallica. La chanson relate les similitudes existant entre le loup et l’homme ; de plus elle parle surtout du fait de se transformer en loup-garou.
- J'ai vu le loup, le renard, le lièvre, chanson médiévale reprise par plusieurs groupes folkloriques dont il existe de nombreuses variantes selon les régions. La version la plus connue en France est celle popularisée par le groupe Tri Yann dans les années 1970 sous le titre La Jument de Michao ou Le Loup, le renard et la belette.

- Le loup est considéré comme l'animal emblème de la musique metal, surtout du black metal où le nombre de titre où il est cité dépasse la centaine. Le logo du groupe de Black Metal suédois Marduk représente un loup sur fond d'un pentagramme inversé. Le groupe australien de Black/Death Metal Destroyer 666, auto-surnommé "Wolfkult Commando" (dixit leur site officiel), a composé l'un des titres les plus réussi de la scène metal extrême : Unchain The Wolves (de l'album du même nom).

- Le compositeur principale et leader du groupe Sonata Arctica (groupe de power metal), Tony Kakko, ne cache pas son attirance pour les loups. L’animal apparaît notamment sur plusieurs pochettes de leurs albums. De plus, chacun de leurs albums présente une Wolf song qui traite du loup. Ce sont respectivement pour les albums Ecliptica (1999), Silence (2001), Winterheart's Guild (2003), Reckoning Night (2004), Unia (2007) et The Days of Grays (2009) les titres FullMoon, Wolf & Raven, The Cage, Ain't Your Fairytale, It Won’t Fade et The Last Amazing Grays qui constituent ces fameuses Wolf Songs.

Il serait néanmoins très difficile de référencer le nombre exacte de groupe et de titre metal qui utilisent le loup dans leurs textes ou comme nom de scène tellement ils sont nombreux.

## Le loup et les noms propres
- Au Moyen Âge, Loup et sa variante Leu ont été utilisés comme prénom, correspondant à l’espagnol et au portugais Lope (d’où les noms de famille López et Lopes) et au catalan Llop (d’où le nom de famille Llopis). Ce prénom a été arabisé en Lubb chez les Banu Qasi, cousins islamisés des premiers rois de Navarre. Outre les Saint-Leu et Saint-Loup, on trouve en toponymie des Loubières, La Ferté-Loupière, Pisseleu, Chanteloup, etc.
- Le mot anglais et allemand wolf, avec sa forme germanique ancienne wulf, a donné les noms de famille Wolf, Wolff et Wolfe et les prénoms Wolfgang (« démarche de loup »), Adolphe (« noble loup »), Rodolphe (« glorieux loup »).
- L'antihéros nordique du Loup des mers, roman écrit par Jack London en 1904 s'appelle "Lou Larsen". C'est un capitaine de navire qui est surnommé par son équipage « le loup des mers », en raison de sa férocité.
- Le nom arabe du loup, dhi’b, est surtout utilisé sous sa forme dialectale Dib (dîb). Son équivalent hébreu est Zeev (ze’ev).
- Le nom turc, Kurt (sans rapport avec son homonyme allemand), est utilisé seul ou en composition.
- Le persan gorg se retrouve dans la ville de Gorgan et la province historique d'Hyrcanie dont elle fait partie.
- Le prénom breton "Bleiz", signifie "loup". D’ailleurs, par analogie, saint Blaise est souvent représenté dans l'imagerie bretonne avec un loup de compagnie.
- De l'époque de la peur du loup qui perdure en France jusqu'au XVIIIe siècle, « datent de nombreuses locutions populaires et proverbes qui témoignent de son importance : hurler avec les loups, entre chien et loup, quand on parle du loup…, avoir vu le loup (avoir perdu sa virginité), avoir une faim de loup, être connu comme le loup blanc, à la queue leu leu etc. Beaucoup de lieux dits portent aussi des références à l'animal »[8].